# Вилађо Кенеди (Падова)
Вилађо Кенеди је насеље у Италији у округу Падова, региону Венето.
Према процени из 2011. у насељу је живело 85 становника. Насеље се налази на надморској висини од 3 м.